# Elyze Zomer
Elyze Zomer (* 1987 in Dordrecht, Niederlande) ist eine niederländische Altorientalistin.

## Leben
Von 2007 bis 2012 studierte Elyze Zomer Altorientalistik an der Universität Leiden (Niederlande) und der Universität Leipzig. Von 2012 bis 2017 war sie wissenschaftliche Mitarbeiterin am Altorientalischen Institut der Universität Leipzig und wurde 2017 im Fach Altorientalistik zum Dr. phil. promoviert. Von 2017 bis 2023 war sie wissenschaftliche Assistentin am Lehrstuhl der Altorientalistik an der Universität Marburg und habilitierte sich 2024 für das Fach Altorientalistik. Seit 2023 ist Zomer Akademische Rätin am Altorientalischen Seminar der Universität Tübingen. Seit 2024 ist sie Fachherausgeberin der Zeitschrift der Deutschen Morgenländischen Gesellschaft.
Zomers Forschungsschwerpunkte sind die altorientalische Magie, Religion und Divination, akkadische und sumerische Literatur, Lexikographie.

## Schriften (Auswahl)
- Corpus of Middle Babylonian and Middle Assyrian Incantations(= Leipziger Altorientalistische Studien 9). Harrassowitz, Wiesbaden 2018, ISBN 978-3-447-11041-9]
- Middle Babylonian Literary Texts from the Frau Professor Hilprecht-Collection, Jena (= Texte und Materialien der Frau Prof. Hilprecht-Collection 12). Harrassowitz, Wiesbaden 2019, ISBN 978-3-447-11256-7.
- mit Nathan Wasserman: Akkadian Magic Literature. Old Babylonian and Old Assyrian Incantations: Corpus – Context – Praxis (= Leipziger Altorientalistische Studien 12). Harrassowitz, Wiesbaden 2022, ISBN 978-3-447-11765-4.
- mit Nils P. Heeßel (Hrsg.): Legitimising Magic: Strategies and Practices in Ancient Mesopotamia (= Ancient Magic and Divination 21). Brill, Leiden u. a. 2023, ISBN 978-90-04-68740-0.